# Kiełpin (województwo lubuskie)
Kiełpin – osada w Polsce położona w województwie lubuskim, w powiecie gorzowskim, w gminie Deszczno.
W latach 1975–1998 miejscowość należała administracyjnie do województwa gorzowskiego.
Niewielka wieś położona na północnym skraju lasów sulęcińsko-skwierzyńskich, ok. 12 km na południe od Gorzowa Wielkopolskiego i 7 km na południowy zachód od Deszczna.

## Historia
Kolonię Kiełpin założył w 1778 r. Otto von Reitzenstein, w latach 1785 – 1790 wybudowano klasycystyczny pałac z elementami barokowymi. W 1795 roku wieś i folwark przeszły na własność rodziny von Waldow, która zarządzała majątkiem do 1945 r. Po II wojnie światowej pałac użytkował PGR doprowadzając zabytkowy budynek do ruiny.

## Zabytki
Do wojewódzkiego rejestru zabytków wpisane są:
- ruiny pałacu z XVIII w.

inne zabytki:
- park pałacowy o pow. 15 ha, założony w końcu XVIII w. jako ogród barokowy, przekształcony w XIX w. na krajobrazowy, z cennym drzewostanem
- pozostałości zabudowy folwarcznej.